# Annika Sörenstam

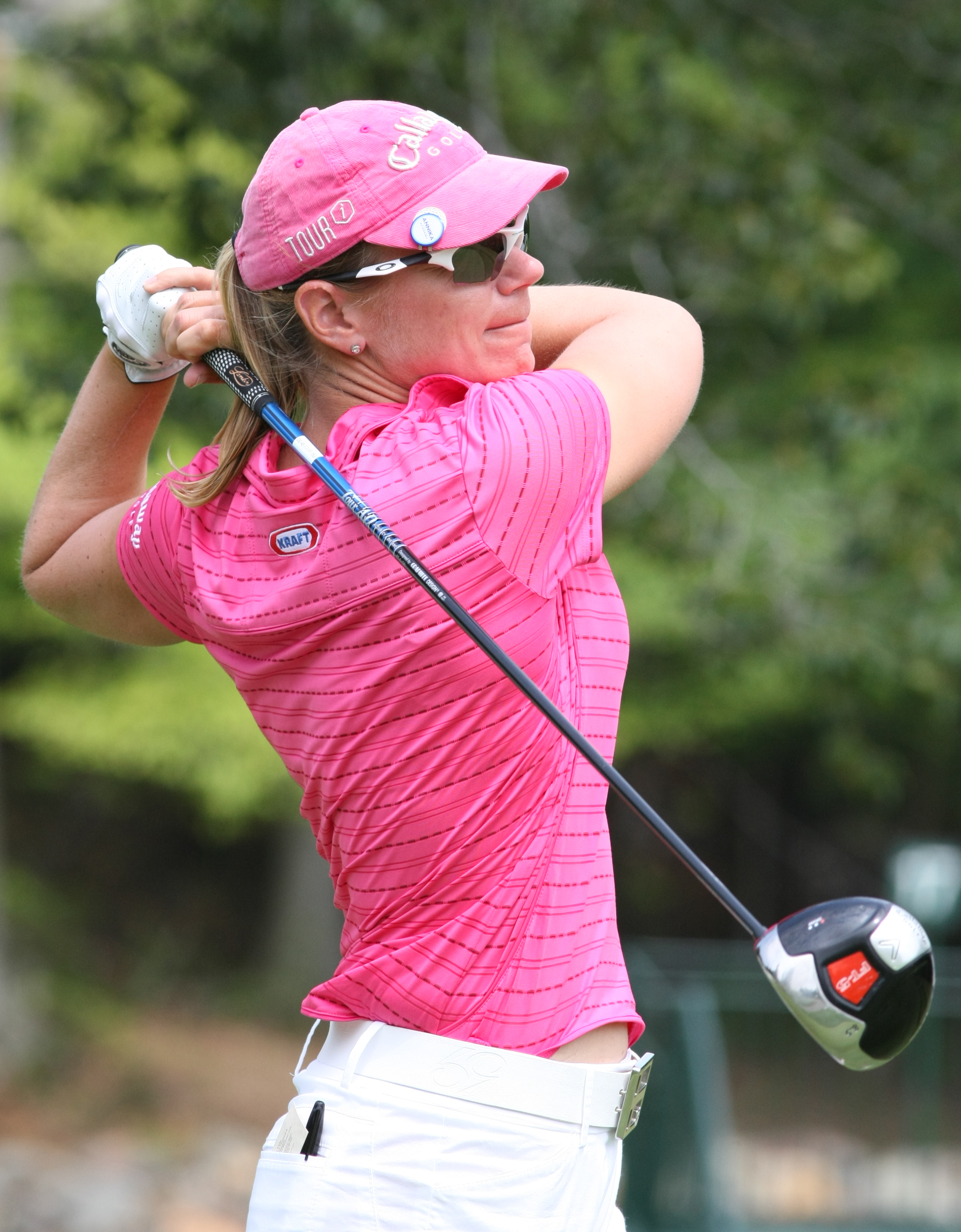
Annika Sörenstam op de LPGA Kampioenschap 2008

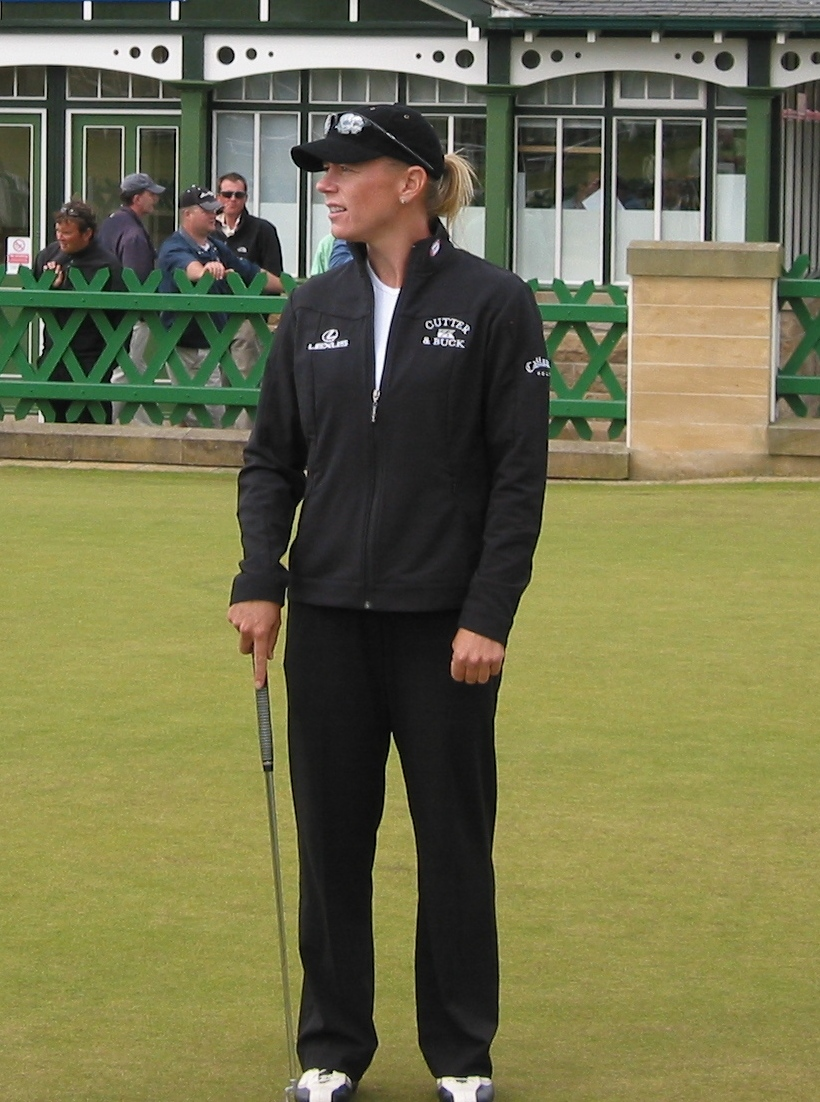
Annika Sörenstam op St Andrews

Annika Sörenstam (Bro, 9 oktober 1970) is een Zweedse golfprofessional. Lange tijd was zij de beste golfer op de wereldranglijst.
In 2020 werd Sörenstam gekozen tot voorzitter van de International Golf Federation.
Op 7 januari 2021 ontving zij van President Donald Trump de Presidential Medal of Freedom.

## Amateur
In haar amateurtijd was Sörenstam lid van het Zweedse nationale team van 1987-1992. In haar laatste amateurseizoen won ze het Wereldkampioenschap en eindigde ze op de tweede plaats bij het US Women's Amateur.

## Professional
In 1992 werd ze professional en speelde ze haar eerste wedstrijd op de Ladies PGA Tour. Ze eindigde op de 64ste plaats bij het US Open. In 1994 haalde ze haar tourkaart en werd ze Rolex Rookie van het jaar. In 2013 ontving ze de First Lady of the Year Award, die sinds 1998 jaarlijks wordt uitgereikt.
In 2006 richtte Sörenstam op de Ginn Reunion Resort bij Orlando de Annika Academy op. Het resort heeft drie golfbanen, ontworpen door Jack Nicklaus, Arnold Palmer en Tom Watson. In mei 2008 kondigde Sörenstam na haar 72ste overwinning aan dat ze na de Dubai Ladies Masters zou stoppen met spelen op de Tour. In 2009 trouwde Sörenstam met Mike McGee, voormalig tourspeler.

### Overwinningen
Sörenstam heeft op de LPGA Tour 72 overwinningen behaald, waaronder veel majors: het US Women's Open in 1995, 1996 en 2006, het Britse Open in 2003 en het LPGA Championship in 2003 en 2004. Buiten de LPGA Tour staan er nog 21 overwinningen op haar naam. In februari 2008 won ze haar 70ste toernooi, het SBS Open op Turtle Bay.
Sörenstam stond als nummer 1 op de Order of Merit van de LPGA in de jaren 1995, 1997, 1998, 2001, 2002, 2003, 2004 en 2005.